# Pinguicula alpina
Pinguicula alpina (L. 1753) è una pianta carnivora perenne appartenente alla famiglia Lentibulariaceae.

## Etimologia
Il nome generico deriva dal latino 'pinguis' (grasso), per l'aspetto carnoso e vischioso delle foglie, da cui il nome volgare di 'erba unta'. L'epiteto specifico fa riferimento al classico areale di distribuzione della specie.

## Descrizione
P. alpina ha forma biologica di emicriptofita rosulata: essa forma rosette basali che superano la stagione avversa per mezzo di gemme poste al livello del terreno.
Le foglie sono tutte basali, in rosetta, verdi chiaro tinte di rosso, di forma lanceolata ovale. I bordi sono spesso revoluti.
I fiori, sempre singoli, sono portati alla cima di steli filiformi ghiandolosi, e sono formati da 5 lobi, il labbro inferiore è trilobo, a fauce gialla. Lo sperone è lungo 2–4 mm.
Periodo di fioritura: maggio-luglio.
Pur essendo autotrofa, la pianta è carnivora, vegetando in suoli poveri di azoto: gli insetti vengono catturati grazie alle ghiandole della lamina fogliare che secernono sostanze collanti ed enzimi per la digestione degli insetti.

## Distribuzione e habitat
L'erba-unta bianca è una specie artico-alpina ad areale prevalentemente europeo presente lungo tutto l'arco alpino salvo che in Liguria. Al di fuori di questo, P. alpina è diffusa principalmente nell'emisfero boreale sui Pirenei, Carpazi e Himalaya.
La pianta cresce nelle risorgive umide, negli anfratti delle rocce stillicidiose e nelle zone umide all'interno dell'areale citato.